# Type 98 (mortaio 320 mm)
Il mortaio da 320 mm Type 98 (九八式臼砲  Kyūhachi-shiki-kyūhō) era un pezzo di artiglieria a tiro curvo utilizzato dall'Esercito imperiale giapponese nella seconda guerra mondiale, in particolare durante la battaglia di Iwo Jima. Il nome era dovuto all'anno di adozione da parte dell'Esercito imperiale, anno imperiale 2598, corrispondente al 1938 del calendario gregoriano.

## Storia
Il mortaio Type 98 da 320 mm era un'arma rustica e insolita, progettata per l'utilizzo difensivo. Il mortaio era di tipo spigot, la canna è costituita da un tubo intorno al quale si inserisce il codolo cavo del proiettile, invertendo quindi la normale disposizione granata-mortaio.
Quest'arma fu utilizzata la prima volta durante l'invasione di Bataan (gennaio-aprile 1942) per bombardare le truppe statunitensi; successivamente venne impiegata nella battaglia di Imphal in India (marzo-luglio 1944). L'uso più intensivo si ebbe però nel febbraio-marzo 1945 nella battaglia di Iwo Jima e in quella di Okinawa nell'aprile-giugno successivi..

### Bataan
Dopo il fallimento del primo attacco contro le forze americane e filippine trinceratesi a Bataan, l'Esercito imperiale giapponese concentrò sul posto un potente schieramento di artiglieria per avere la meglio delle fortificazioni alleate. Almeno 200 tra pezzi da 75 mm, 100 mm, 240 mm e 320 mm aprirono il fuoco alle 09:00 del 3 aprile 1942; il bombardamento continuò fino alle 15:00, per lasciare il posto alla fanteria. I difensori americani, logorati da mesi di duri combattimenti, attanagliati dalle malattie e dalla malnutrizione, furono rapidamente sopraffatti. L'intera penisola di Bataan fu presa in meno di una settimana.
Durante questo periodo di impiego in funzione offensiva, i mortai Type 98 furono raggruppati in seno al 14º Battaglione mortai indipendente (sedici pezzi al comando del maggiore Tanaka) e al 15º Battaglione mortai indipendente (otto pezzi al comando del tenente colonnello Yoshida) e tirarono più di 175 proiettili.

### Imphal
Durante questa battaglia sembra che almeno un Type 98 sia stato utilizzato dai giapponesi contro le forze britanniche. Un basamento e due proiettili furono trasportati attraverso la catena montuosa dell'Arakan per bombardare le città di Kohima e la White City. Le truppe britanniche rinominarono il mortaio coal scuttle ("secchio per il carbone").

### Iwo Jima

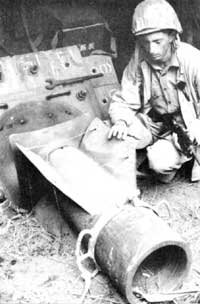
Un marine esamina un proietto spigot Type 98 e la sua base di lancio. Il proietto manca dell'ogiva contenente la testata di guerra

Durante la battaglia di Iwo Jima i ruoli si invertirono: i giapponesi erano trincerati in posizione difensiva sull'isola, di fronte a una forza d'invasione americana. Per la difesa dell'isola furono schierati dodici mortai Type 98 del 20º Battaglione mortai indipendente, al comando del capitano Mitsuo Mizutari. I pezzi vennero piazzati in postazioni trincerate camuffate, con rinforzi in cemento armato.
I comando giapponese pensava che l'utilizzo più efficace del mortaio fosse quello di arma psicologica, capace di terrorizzare i soldati con i suoi spettacolari effetti più che di causare perdite sensibili: infatti il proiettile da 306 chili produceva un cratere largo 4,50 metri e profondo 2,50 metri, ma era poco efficace contro le fanterie a causa della bassa frammentazione. Il tenente colonnello Robert E. Cushman Jr., comandante del 1º Battaglione del 9º Reggimento del Corpo dei Marine racconta nelle sue memorie che l'imprecisione dell'arma ne rappresentava anche la caratteristica più terrificante:
(Robert E. Cushman Jr.)
Utilizzati in grande quantità, i proiettile del Type 98 producevano un enorme e caratteristico boato, tanto che i marines soprannominarono queste armi Buzz bombs ("bombe ronzanti"), Ghost bombs ("bombe fantasma") o ancora Screaming Jesus ("urlo di Gesù").

### Okinawa
Nell'invasione di Okinawa (nome in codice "operazione Iceberg) i marines furono contrastati da ventiquattro mortai Type 98 del 1º Battaglione mortai indipendente.

## Tecnica

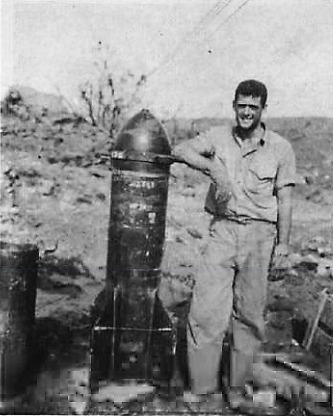
Proiettile di mortaio Type 98 catturato a Iwo Jima

Il lanciatore era costituito da una "canna" cilindrica in acciaio da 256 mm di diametro, lunga 805 mm, con una cavità ricavata all'estremità superiore; inferiormente la canna era fissata su una piastra d'acciaio, imbullonata ad una piattaforma costituita da tre strati di travi in legno. Il proiettile, di forma ogivale, misurava 153 cm di lunghezza ed un diametro esterno di 320 mm, per un peso totale di 306 kg; esso era scomposto per il trasporto in tre carichi: ogiva, corpo bomba ed impennaggi, che venivano assemblati prima del lancio. Il corpo bomba era cavo ed il suo diametro interno corrispondeva con quello della canna; per il lancio il proietto veniva così inserito sopra ed intorno alla "canna". Il lanciatore veniva solitamente posizionato inclinato su un mucchio di terra per assorbire meglio le importanti forze di rinculo sprigionate. Questo rozzo lanciatore poteva effettuare solitamente solo 5 o 6 tiri prima che la piattaforma diventasse inutilizzabile.
Il lanciatore veniva messo in batteria ad un'elevazione fissa di 45°, mentre era possibile un limitato puntamento in azimuth su un settore di 16° agendo sui bulloni della piastra d'acciaio del lanciatore. La gittata, comunque limitata a causa del peso del proietto, dipendeva solamente dagli aggiustamenti del peso della carica di lancio, contenuta nell'apposita cavità all'estremità superiore della "canna". L'innesco della carica di lancio era di tipo elettrico, con un innesco avvitato direttamente all'ogiva del proietto.

## Nei media
Nel film del 2006 Letters from Iwo Jima, diretto da Clint Eastwood, che racconta la battaglia di Iwo Jima dal punto di vista di ufficiali e soldati giapponesi, si possono vedere artiglieri giapponesi mentre caricano un Type 98.